# Ter Dolen
Ter Dolen  (фр.) — марка бельгийского аббатского пива, производящаяся в пивоварне Kasteelbrouwerij De Dool в Хаутхален-Хелхтерене (нидерл. Houthalen-Helchteren), селе на северо-востоке Бельгии, округ Маасейк, провинция Лимбург. Ter Dolen — одна из марок бельгийского пива, которая с 2008 г. получила сертификат и право носить логотип "Признанное бельгийское аббатское пиво" (Erkend Belgisch Abdijbier), указывающий на соответствие стандартам "Союза бельгийских пивоваров" (Unie van de Belgische Brouwers).

## История

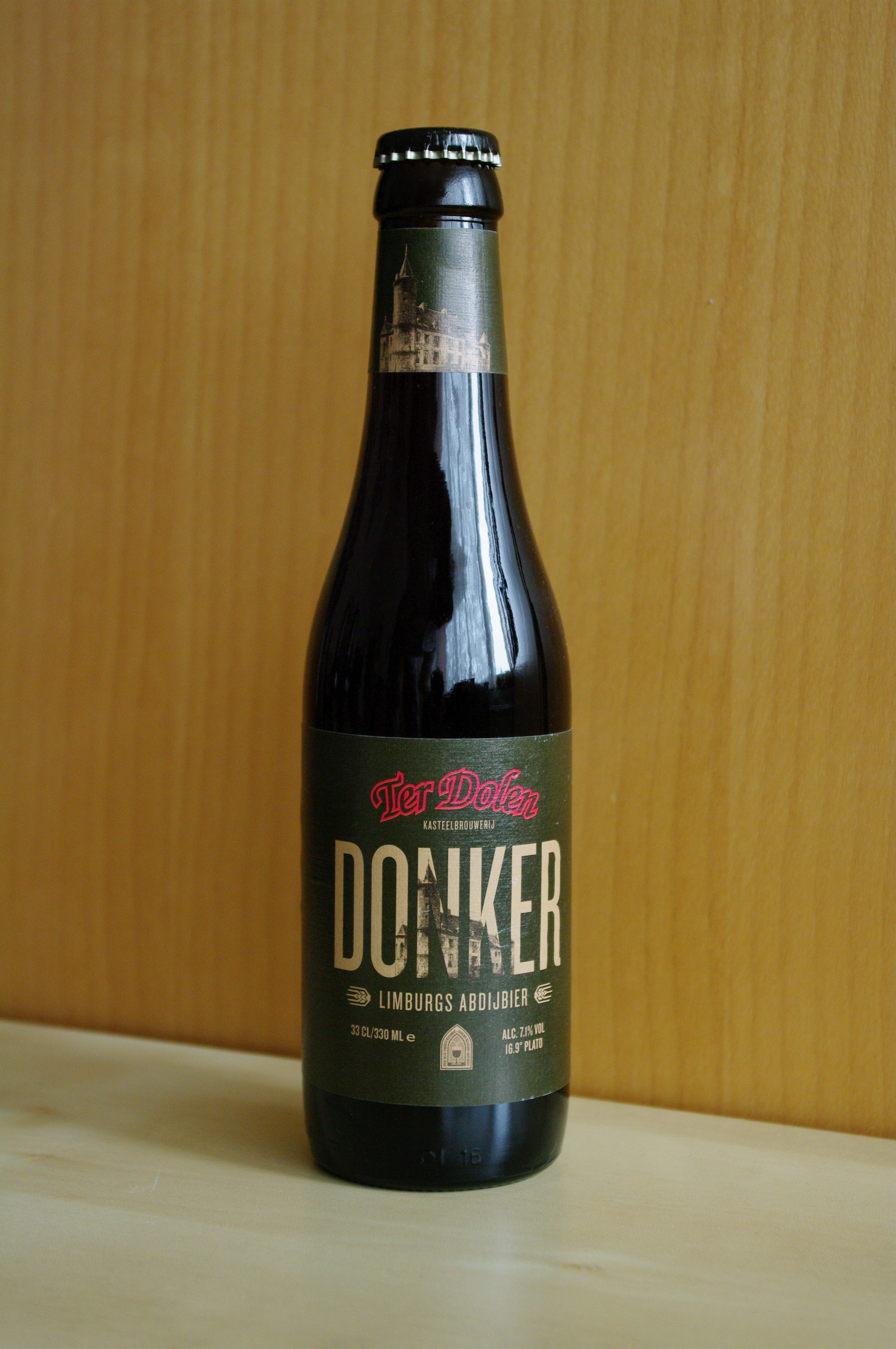
Ter Dolen Donker

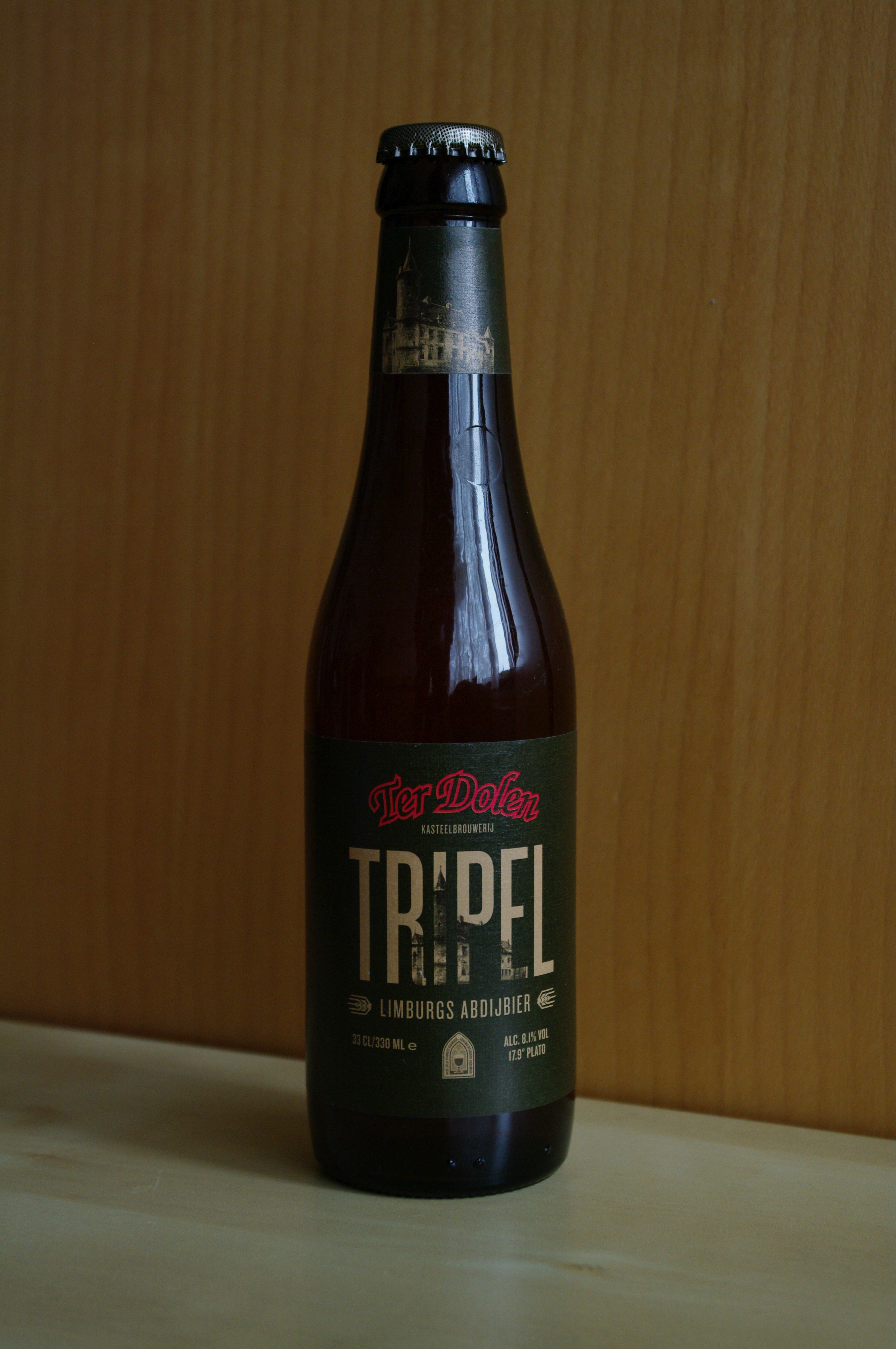
Ter Dolen Tripel

История пива связана с историческим бенедиктинским аббатством Синт-Трёйден в Синт-Трёйдене, округ Хасселт провинции Лимбург, северо-восточная Бельгия. Аббатство было основано в 656 г. бельгийским монахом Святым Трудоном. Он умер в 693 году и был погребён в монастырской церкви. Монастырь дал начало городу Синт-Трёйдену, возникшему из поселений вокруг аббатства. Могила святого привлекает множество паломников, дав толчок экономическому процветанию населённого пункта.
В XVI веке резиденцией аббата Синт-Трёйдена стал замок Тер Долен в Хаутхален-Хелхтерене.
Во время Французской революции в аббатство прибывают французские войска, монахи были изгнаны, а аббатское имущество — конфисковано и продано революционным правительством в 1789 г. Церковь была разрушена, некоторые здания перестроены под другие цели. В 1797 г. был продан частным лицам и монастырский замок Тер Долен.
В 1843 г. Льежской епархия открывает небольшую семинарию в части монастырских зданий. В 1845 г. на том месте, где Святой Трудон построил первую монастырскую церковь в 656 г., в семинарии была построена новая церковь в неоклассическом стиле. Эта церковь, четвертая по счёту, в свою очередь была разрушена во время пожара в 1975 г. В 1992 г. взрывом были уничтожены остатки аббатской мельницы. Семинария была закрыта в 1972 году. Остальные здания аббатства и семинарии в настоящее время заняты епархиальным колледжем голландской епархии в Хасселте.
В 1990 г. полуразрушенный аббатский замок Тер Долен был куплен Мишелем Десплентером. За четыре года замок был основательно отремонтирован, в одну из хозяйственных построек установлена новая пивоварня. Основана пивоваренная компания Kasteelbrouwerij De Dool, которая в 1994 г. выпускает на рынок аббатское пиво Ter Dolen.
В апреле 2008 г. пиво сертифицировано Союзом бельгийских пивоваров как "признанное бельгийское аббатское пиво" (Erkend Belgisch Abdijbier) и может нести логотип, изображающий стилизованную чашу с коричневым пивом, вписанную в готическую арку-окно.

## Марки
Ассортимент пивоварни включает в себя четыре сорта пива под маркой Ter Dolen:
- Ter Dolen Blond — светлое пиво янтарного цвета, дображивающее в бутылке, с содержанием алкоголя 6,1%. В производстве с 1994 года.
- Ter Dolen Donker — тёмное коричневое пиво, дображивающее в бутылке, с содержанием алкоголя 7,1%. В производстве с 1997 года.
- Ter Dolen Tripel — крепкое светлое дображивающее в бутылке пиво с содержанием алкоголя 8,1%. В производстве с 1999 года.
- Ter Dolen Kriek — красный ламбик, дображивающий в бутылке, с содержанием алкоголя 4,5%. В производстве с 2003 года.